# Episodi di Call Me Fitz (quarta stagione)
La quarta ed ultima stagione della serie televisiva Call Me Fitz è andata in onda in Canada su Movie Central e The Movie Network dal 7 ottobre al 2 dicembre 2013.
In Italia la stagione è inedita.
| n° | Titolo originale                                  | Titolo italiano | Prima TV Canada  | Prima TV Italia |
| -- | ------------------------------------------------- | --------------- | ---------------- | --------------- |
| 1  | Alice Doesn't Live Here, Anymore                  |                 | 7 ottobre 2013   |                 |
| 2  | Baby's First Brothel                              |                 | 14 ottobre 2013  |                 |
| 3  | Raising What's-His-Name                           |                 | 21 ottobre 2013  |                 |
| 4  | Pulling a Polanski                                |                 | 28 ottobre 2013  |                 |
| 5  | It's All Fun and Games Until Someone Loses a Fitz |                 | 4 novembre 2013  |                 |
| 6  | O-Rigins                                          |                 | 11 novembre 2013 |                 |
| 7  | The Hard Wiener of Truth                          |                 | 18 novembre 2013 |                 |
| 8  | Brotherly Love                                    |                 | 25 novembre 2013 |                 |
| 9  | A Very Special Fitzmas - Part 1                   |                 | 2 dicembre 2013  |                 |
| 10 | A Very Special Fitzmas - Part 2                   |                 | 2 dicembre 2013  |                 |